# Mesochorus liquidus
Mesochorus liquidus är en stekelart som beskrevs av Schwenke 2002. Mesochorus liquidus ingår i släktet Mesochorus och familjen brokparasitsteklar. Inga underarter finns listade i Catalogue of Life.